# District de Château-Salins
Le district de Vic ou Château-Salins est une ancienne division administrative du département de la Meurthe de 1790 à 1795.
Il était composé des cantons de Château Salins, Vic, Arracourt, Bioncourt, Bourdonnay, Dalhain, Delme, Lucy et Marsal.